# イースター・テキストリウス
イースター・ヴィルヘルミーナ・テキストリウス (1883年8月22日 – 1972年2月13日) は、スウェーデンの女優、オペラ歌手である。喜劇の役柄で知られている。

## 出生および結婚
イースター・テキストリウスは、1883年8月22日にスウェーデンのヴェステロースで生まれた。1904年に俳優のオスカー・テキストリウスと結婚した。オスカーにとっては３度目の結婚だった。

## 業績
テキストリウスの女優としてのキャリアは、彼女が劇場の指揮者だったエミル・ヒルバーグの募集に応じたことから始まった。彼女の舞台デビューは、1901年ハルムスタッドのハルムスタッド劇場で『自由意思』という演目のポーラという役だった。彼女は、ヒルバーグと女優のジョセフィーナ・グルバーグのもとで修行を積んだ後、地方の劇場をまわって演技した。それは、3年間にわたったが、彼女には有名な王立ドラマティックシアターの俳優グスタフ・フレドリクソンと共演する機会があったからである。この間、彼女が好んで演じたのは、アルト・ハイデルベルクのケーティの役だった。ちょうどその頃、彼女は将来の夫と出会った。

### ストックホルム・デビュー
1907年テキストリウスは、首都ストックホルムのユールゴーデン劇場での『お父さん』という芝居でデビューを果たした。そしてまた、ライクラフォンというオペレッタを3種類録音した。1909年と1910年に彼女はアントン・サルムソンと共にストックホルムに新たにオペレッタ劇場をオープンさせた。この間に、彼女はとても多くのオペレッタを演じ成功を果たしたが、まだ自分の演技は不十分と考え、演技の後は自分の演じた役について話すことを好んだ。彼女は、またレビューも演じた。
1911年に二人はアンナホフマンの短編映画『ストックホルムの誘惑』を共同制作した。けれども、1940年代に、テキストリウスは一握りの映画やほとんどの喜劇の役割に飽き足りることはなかった。 1912年までに、彼女はオデオンレコードに何曲かレコーディングをした。。
1919年から1925年の間、テキストリウスのデュオは、ヨーテボリで活動したが、テキストリウスの夫がディレクターとして職を得たストックホルムに戻ってきた。イースターも管理者として共に働いた。
1939年 イースターは未亡人となった。そして、彼女の最終ステージとなるポーライン・ブルニウスの演劇を王立ドラマティックシアターで演じることになった。

## 死と遺産
テキストリウスは、1972年2月13日ストックホルムで死去した。88歳だった。

## フィルモグラフィー
- 1911年　『ストックホルムの誘惑』
- 1925年　『男たちと女』
- 1941年　『先生の休日』
- 1942年　『Sexlingar』
- 1943年　『大きなスラム』